# Therlinya horsemanae
Espèce
Therlinya horsemanae est une espèce d'araignées aranéomorphes de la famille des Stiphidiidae.

## Distribution
Cette espèce est endémique du Queensland en Australie. Elle se rencontre dans la région de Bundaberg.

## Description
Le mâle holotype mesure 5,96 mm et la femelle paratype 7,51 mm.

## Étymologie
Cette espèce est nommée en l'honneur de Christine Horseman.

## Publication originale
- Gray & Smith, 2002 : Therlinya, a new genus of spiders from eastern Australia (Araneae: Amaurobioidea). Records of the Australian Museum, vol. 54, p. 293-312 (texte intégral).